# Sandi Darma Sute
Sandi Darma Sute (sinh ngày 21 tháng 9 năm 1992) là một cầu thủ bóng đá người Indonesia hiện tại thi đấu ở vị trí tiền vệ cho Persija Jakarta ở Liga 1 (Indonesia).